# سيراديفالكو
سيراديفالكو (بالإيطالية: Serradifalco)‏ هي بلدية في مقاطعة كالتانيسيتا في صقلية الإيطالية.

## السكان
في سنة 1861 بلغ عدد السكان 6٬360 نسمة، وتطور العدد ليصل في سنة 2011 لـ 6٬265 نسمة.
يظهر هذا المخطط البياني تطور النمو السكاني لـ سيراديفالكو